# Jacques Nicolas Billaud-Varenne
Jacques Nicolas Billaud-Varenne [ejtsd: bijó-varen] (La Rochelle, 1756. április 23. – Port-au-Prince, 1819. június 3.) francia forradalmi politikus.

## Élete
Ügyvéd fiaként született. Könnyelműen töltött ifjúság után belépett az Oratoriánusok juilly-i kollégiumába, ahol egy ideig jámborságot színlelt, mindazonáltal 1783-ban a kolostorból elűzték. 1785-től Párizsban ügyvédeskedett, s feleségül vette a verduni főbérlő leányát, miáltal tetemes vagyont és tekintélyt szerzett. Lelkesedéssel csatlakozott a forradalomhoz, amelynek érdekében számtalan izgató röpiratot írt. 1791-ben kinevezték a Párizs 4. kerületének bírájává, s így szoros összeköttetésbe lépett Dantonnal, Robespierre-rel és Marat-val. Ő volt a lelke a Jakobinus klubnak és az 1792. augusztus 10-i felkelésnek egyik szervezője. A szeptemberi tömeges gyilkosságokban is közreműködött. 1793. január 16-án a XVI. Lajos azonnali kivégzésére szavazott, a girondisták megbuktatásában segédkezett és árulással vádolta Custine-t, Houchard-t és sok más tábornokot és tisztviselőt, akikkel hivatalos körútjában érintkezett. A rémuralom idejében a Nemzeti Konvent elnöke és a Közjóléti Bizottság tagja volt és ő indítványozta az orléans-i herceg, Mária Antónia és számos más áldozatnak perbe fogatását és kivégeztetését. Noha mindenben Robespierre bérence volt, 1794. július 27-én annak bukásában közreműködött. A Konvent 1795. április 1-jén Cayenne-be száműzte. 1799-ben amnesztiát kapott, de nem élt vele, hanem egy ideig még Cayenne-ban maradt. 1816-ban New Yorkba költözött, ahol azonban utálattal elfordultak tőle, ezért Haitiben húzta meg magát, ahol Pétion elnöktől kis nyugdíjat kapott.